# Potvisstraat
De Potvisstraat is een straat in de Walvisbuurt, Oostzanerwerf, Amsterdam-Noord.
Rond 1991 werd de Walvisbuurt ingericht. Straten werden daarbij vernoemd naar dieren waarop binnen de walvisvaart gejaagd werd. In het gebied van de Walvisbuurt, dat tot 1921 onder de gemeente Oostzaan viel, waren in het verleden allerlei bedrijven ingericht die te maken hadden met die jacht, zoals traankokerijen. Stadsdeel Amsterdam-Noord gaf de straat haar naam op 16 januari 1991 en vernoemde de straat naar de potvis.
De straat begint als dwarsstraat van de Noordkaperweg (vernoemd naar Noordkaper) bij brug 1738, loopt vervolgens naar het oosten en eindigt op de Butskopweg (vernoemd naar butskop). De hele straat is op het poortgebouw aan het begin na volgebouwd met rijtjeshuizen binnen het segment eengezinswoningen. Om verkeer af te remmen is de rijweg in het middendeel van de straat vernauwd; op die plaats loopt dwars op de straat een groenvoorziening annex speelplaats. Bijzonder zijn de mededelingen dat de insteekparkeerhavens vooruit ingereden moeten worden, parkeert men achteruit dan hangen de uitlaatgassen voor de toegangsdeur van de woningen. Daartoe is een speciaal mededelingsbord ontworpen.
Kunst in de openbare ruimte is er niet, behalve enige gevelschilderingen in de vorm van een potvis. De wijk is vanwege de weinige toegangen en nauwe straten niet geschikt voor openbaar vervoer.

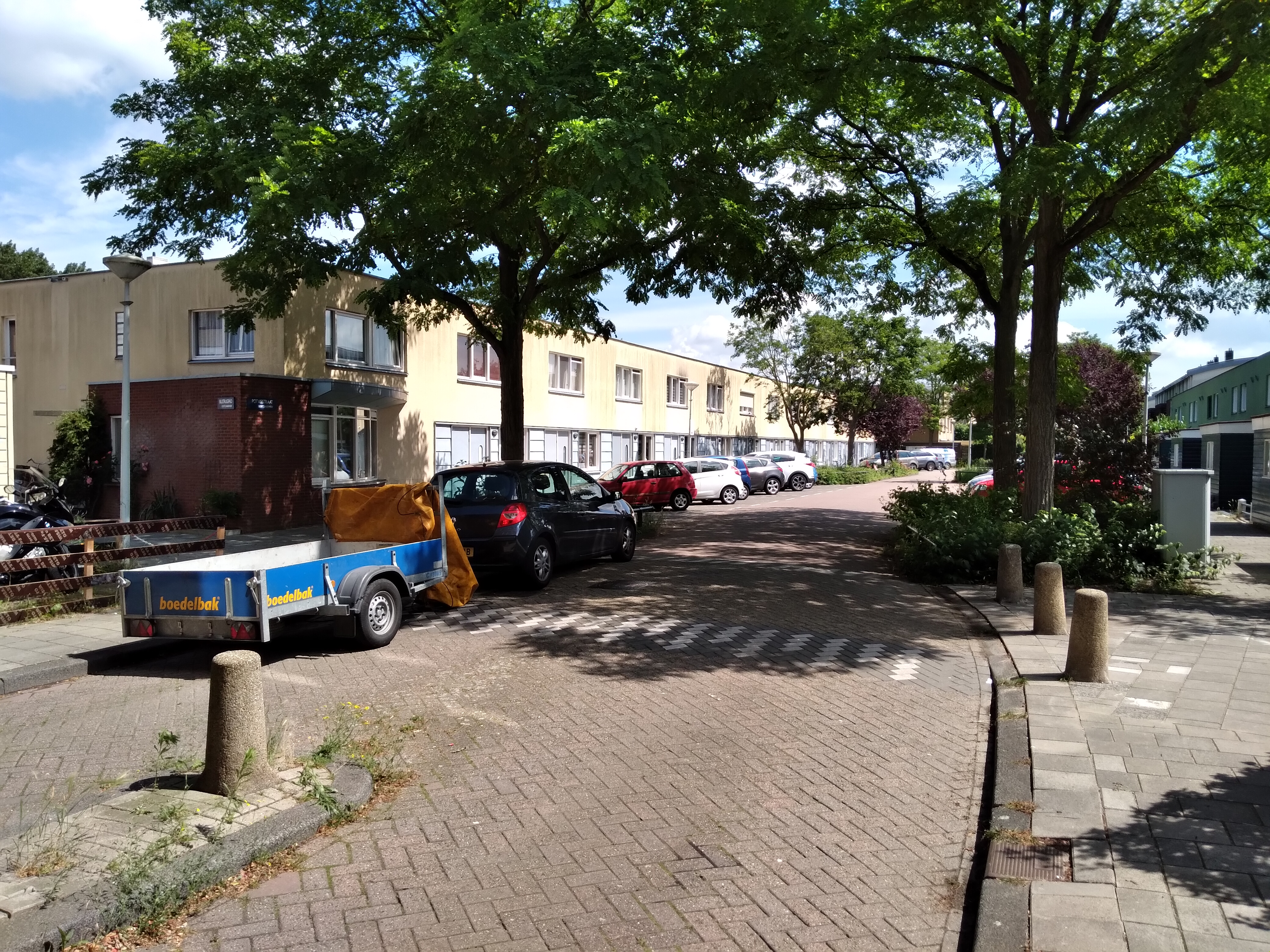
Noordelijke gevelwand (juli 2021)

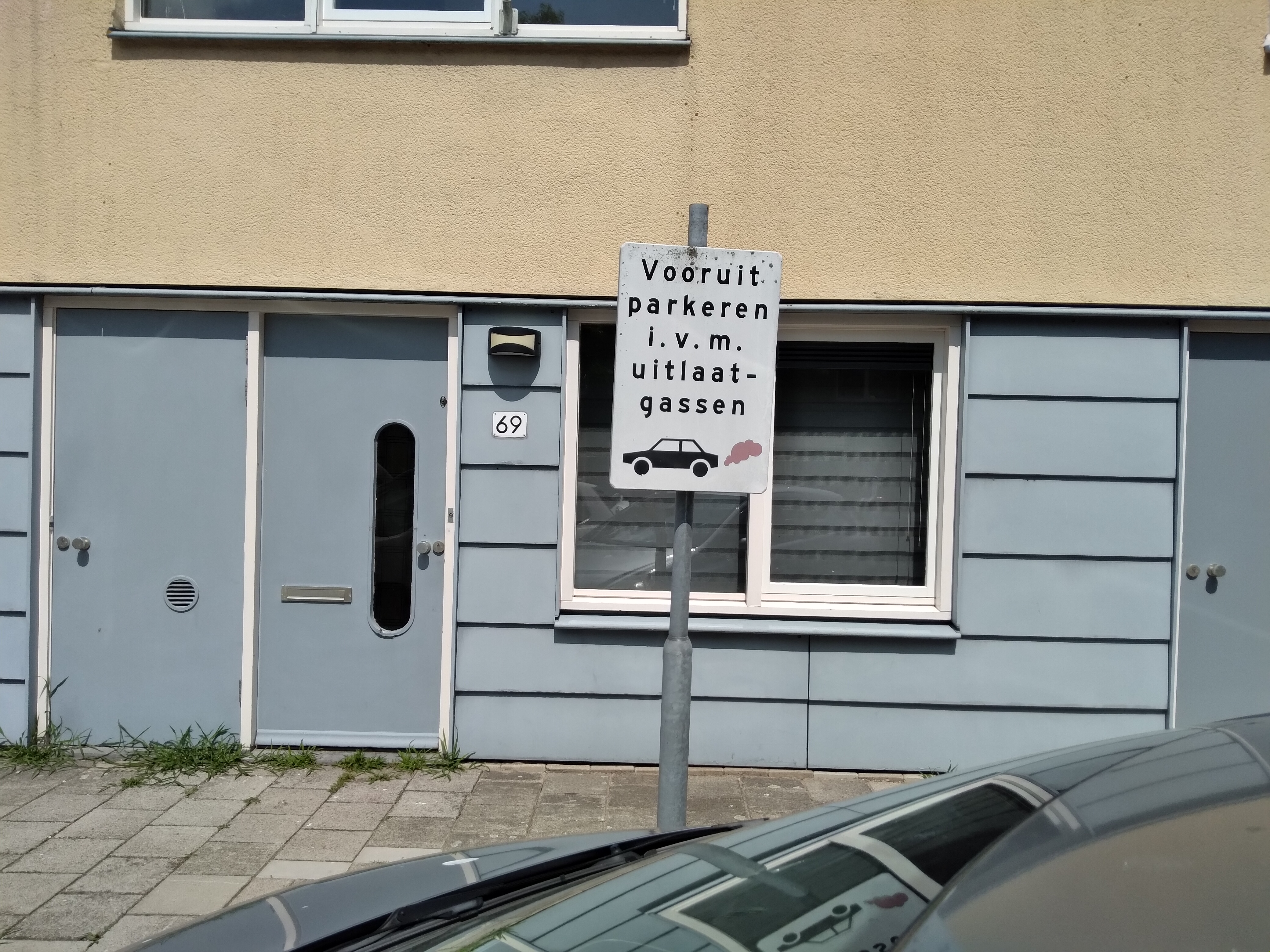
Instructiebord (juli 2021)